# Svartstrupig todityrann
Svartstrupig todityrann (Hemitriccus granadensis) är en fågel i familjen tyranner inom ordningen tättingar.

## Utseende
Svartstrupig todityrann är en liten flugsnapparliknande fågel. Fjäderdräkten är övervägande färglöst olivfärgad ovan och ljust gråaktig under. Övre delen av strupen är svart och tygeln beige- eller vitaktig.

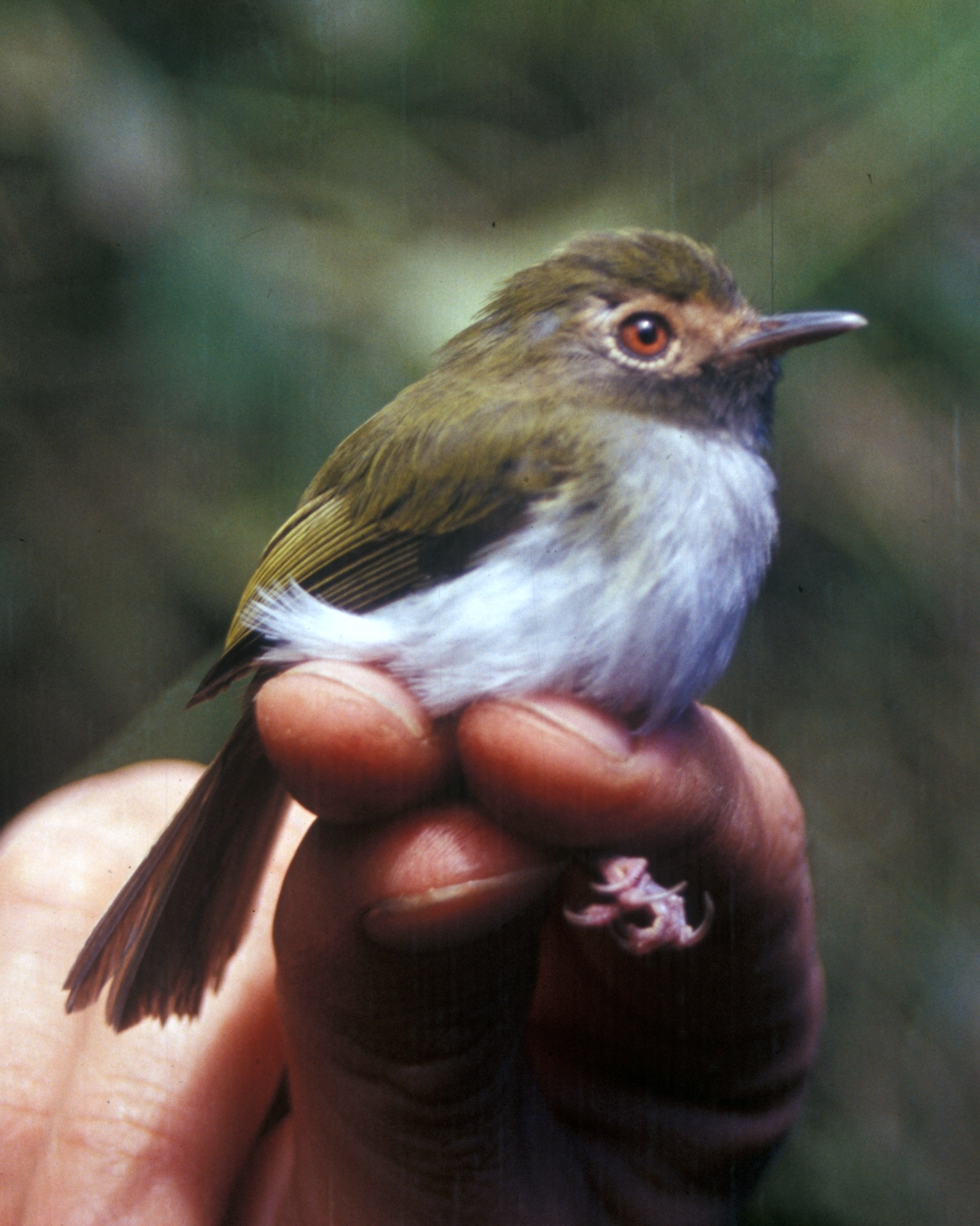

## Utbredning och systematik
Svartstrupig todityrann förekommer i bergstrakter från Colombia och Venezuela till norra Bolivia. Den delas in i sju underarter med följande utbredning:
- Hemitriccus granadensis lehmanni – förekommer i Santa Martabergen (nordöstra Colombia)
- Hemitriccus granadensis granadensis – förekommer i Anderna i Colombia och nordöstra Ecuador
- Hemitriccus granadensis andinus – förekommer i östra Anderna i Colombia och västra Venezuela (Táchira)
- Hemitriccus granadensis intensus – förekommer i Sierra de Perija (gränsen mellan Colombia och Venezuela)
- Hemitriccus granadensis federalis – förekommer i bergsskogar i kustnära norra Venezuela (Caracas (Distrito Federal))
- Hemitriccus granadensis pyrrhops – förekommer i Anderna i sydöstra Ecuador och Peru (söderut till Cusco)
- Hemitriccus granadensis caesius – förekommer i Anderna i sydöstra Peru (Puno) och angränsande norra Bolivia

### Familjetillhörighet
Arten placeras traditionellt i familjen tyranner. DNA-studier visar dock att Tyrannidae består av fem klader som skildes åt redan under oligocen,, varför vissa auktoriteter behandlar dem som egna familjer. Svartstrupig todityrann med släktingar bryts då ut till familjen Pipromorphidae.

## Levnadssätt
Svartstrupig todityrann hittas i buskiga skogsbryn på mellan 1500 och 3000 meters höjd. Där ses den födosöka enstaka eller i par i de lägre skikten, ibland som en del av kringvandrande artblandade flockar.

## Status och hot
Arten har ett stort utbredningsområde, men tros minska i antal, dock inte tillräckligt kraftigt för att den ska betraktas som hotad. Internationella naturvårdsunionen IUCN listar arten som livskraftig (LC).